# 椎名由紀
椎名 由紀（しいな ゆき、1975年（昭和50年）9月26日 - ）は、日本の呼吸アドバイザー、タレント、MC。 ケイダッシュ所属、ＺＥＮ呼吸法主宰、体内対話株式会社代表取締役、自然栽培米農家。

## 来歴

### 生い立ち
- 1975年生まれ、東京都出身[2]。
- 1998年、早稲田大学第一文学部哲学科卒業、在学中に第40代ミス東京第一位[3]。

### 呼吸アドバイザー
- 高校時代より続いた15年の長きにわたる心身の不調を克服するため、呼吸法に着目。その後、江戸時代中期の禅僧・白隠禅師が遺したメソッドに自らの経験と知識を掛け合わせ、ＺＥＮ呼吸法を完成させ、自らの不調を克服する[4][5]。
- 著名人のプライベートのレッスン他、代々木のスタジオにて講座を開催、企業、団体などの講演も手がける[6][7][8]。
- 海外では、パリやアテネ、ドイツ、オーストリアなどヨーロッパでも数々の講座を行う。2019年には、ドイツ語でＺＥＮ呼吸法についての書籍も出版、世界的に姿勢と呼吸の大切さ伝える。2020年現在で、著書6冊、書籍が翻訳された国はこれまで６か国にのぼる。

### ＭＣ、ラジオパーソナリティー
- 長年、ラジオパーソナリティを務めてきた経験を活かし、受動喫煙に関する啓発イベント[9] や、来日韓流スターイベント[10][11][12]。のＭＣも務める

### 自然栽培農家
- 現在は湘南と長野県の二地域居住、無農薬・無肥料の幻のお米「ササシグレ」を育て自然栽培米農家でもある[3]。

## ZEN呼吸法
- ZEN呼吸法は江戸時代中期の禅僧・白隠禅師の呼吸法を椎名由紀がメソッド化した「呼吸道」である。
- 身体に負担をかける姿勢から人間本来の自然な姿勢に戻し、無意識の内に自律神経を活性化させる腹式呼吸を常態化させる健康法。
- 毎朝食事前の数分のみ、内臓をイメージしながら深く息を吐く腹式呼吸を実践し、健康スイッチをONにして一日をスタートさせる。

## 主な著書（単著）

### 日本
- 『呼吸美メソッド　～とってもシンプル、なのにすご～く効く！』（双葉社 2010年11月）ISBN 978-4575313055
- 『呼吸ひとつで「怒り」「イライラ」がすっと消える本』（宝島社 2012年8月24日）ISBN 978-4800200716
- 『心がすっと軽くなる、魔法のZEN呼吸法 ～イライラが消え、一瞬で感情を整理できる』（宝島SUGOI文庫 2013年8月）ISBN 978-4800214034
- 『若返り美人呼吸』（KKベストセラーズ 2014年3月21日）ISBN 978-4584135501
- 『「呼吸法」でガンは流せる。』（ロングセラーズ 2015年10月）ISBN 978-4845423682
- 『呼吸美メソッド [改訂版] とってもシンプル、なのにすご～く効く! ZEN呼吸法』（双葉社 2017年10月）ISBN 978-4575313055
- 『ZEN呼吸「健康」は白隠さんから』 椎名由紀、横田南嶺　共著　（株式会社 春秋社2023年1月)ISBN 978-4-393-71083-8

### ドイツ
- 『Die sanfte Zen-Atmung: Das Anti-Aging-Geheimnis der Japanerinnen』（Trias 2019年）ISBN 978-3432108179

### タイ
- 『ค้นหา ชื่อผู้แต่ง ชีนะ, ยุกิ』ISBN 978-616-04-2044-5

### 中国
- 『呼吸:让你变瘦、变美、变健康』（长春:,吉林科学技术出版社）ISBN 978-7-5384-6270-8

### 台湾
- 『禪式呼吸養生法』（八方出版）ISBN 978-986-5810-96-2

## 出演

### 雑誌
- 「肝臓をいじめない食べ方・飲み方」（マガジンハウスムック）
- 「OZplus」（オズプラス編集部）
- 「ecla+」2014.9月号 （集英社）
- 「Tarzan」（マガジンハウス）
- 「月刊清流 2014年4月号」（清流出版）
- 「2014 お料理家計簿」（講談社）
- 「クロワッサン『着物の時間』（マガジンハウス）
- 「クロワッサン『呼吸mook本』（マガジンハウス）
- 「ゆびほか」（マキノ出版）
- 「クロワッサン 846号」（マガジンハウス）
- 「最近心震える音楽聴きましたか」インタビュー（マガジンハウス）
- 「クロワッサン 844号」（マガジンハウス）
- 「からだにいいこと」（祥伝社）
- 「日経WOMAN」（日経BP社）
- 「InRed おしゃれヘアカタログ 2013冬春号」（宝島社）
- 「クロワッサン 1012特大号」（マガジンハウス）
- 「CREA」（文藝春秋）
- 「クロワッサン 1022号」（マガジンハウス）

### WEB番組
- 世界それホント?会議（nifty）
- Smart Sports インタビュー（au）
- ラブレ～チョースッキリ美人養成所 呼吸法監修（カゴメ）

### ラジオ番組
- LEGENDS ムッシュかまやつ keep on running (JFN 2007年-2017年)
- SOMETHING パーソナリティ（JFN）
- Living Style パーソナリティ（JFN）
- Good Morning TOKYO（J-WAVE）
- Love Connection（TFM）
- モーニングフリーウェイ レポーター（TFM）
- Early Bird パーソナリティ（InterFM）

### テレビ番組
- 30style（TBS）
- Mnet「Super Star K3（Mnet）
- もっとずっとMnetとととキャンペーン（Mnet）
- Map Style with Air Paradissimo インド編（AXN）
- 新真夜中の王国 レギュラー（NHK BS2）

### 講演／講座
- 京都 大徳寺「芳春院」
- 京都 妙心寺「退蔵院」、「龍泉庵」、「霊雲院」、「隣華院」、「寿聖院」
- 丸の内朝大学 「ZEN呼吸法クラス[13]」
- 他、企業、団体等での講演実績多数

### ファンミーティングMC
- 高橋克典、坂口憲二、斎藤工、他
- チャン・ドンゴン、ヒョンビン、コンユ、チョン・ジョンミョン、イ・ソンギュン、イム・ジュファン、キム・ソンス、チョン・イル、ユン・ゲサン、SHINHWA、クォン・サンウ、イ・ミンホ、ジェジュン、ソ・ジソブ、チェ・ジニョク、パク・ボゴム、100%、MBLAQ、BOYFRIEND、TEENTOP、AB6IX、ソン・ガン、HIGHLIGHT、チ・チャンウク、キム・スヒョン、ソ・ジソブ、エリック（SHINHWA）、エンディ（SHINHWA）、他